# Neujahrsblattlan
Neujahrsblattlan, auch Mohnblattlan genannt, ist eine osttirolerische Speise, die speziell für den Neujahrstag zubereitet wird.

## Herstellung
Die Neujahrsblattlan werden ähnlich wie der Blattlstock oder die Stocktirtlan zubereitet. Der Grundteig besteht aus einem Germteig, der in heißem Fett herausgebacken wird. Das fertige Blattl wird anschließend mit Mohn und Schmalz bestrichen. Die Mohnfülle kann dabei mit Honig, Rum, Obstschnaps oder Birnensud verfeinert werden. Im Lienzer Raum ist im Gegensatz zu den einfachen Neujahrsblattlan, der Blattstock sehr verbreitet. Dabei werden die einzelnen Blattlan übereinander geschichtet, sodass sich ein Turm aus sechs bis acht Schichten ergibt. Abschließend wird der Blattlstock nochmals mit zerlaufener Butter übergossen.

## Brauchtum
In einigen Dörfern Osttirols ist es Brauch, dass Kinder von Haus zu Haus gehen, ein Neujahrsgedicht aufsagen und dafür mit Neujahrsblattlan beschenkt werden.